# Yamana (Burkina Faso)
Pour les articles homonymes, voir Yamana.
Yamana, parfois appelé Yaminin ou Yamané, est une commune rurale située dans le département de Zitenga de la province de l'Oubritenga, dans la région Plateau-Central du Burkina Faso. Le village accueille l'un des cinq sites de métallurgie ancienne du fer burkinabè, classés en 2019 au Patrimoine mondial de l'Unesco.

## Géographie
Yamana se trouve à 5 km au nord de Zitenga, le chef-lieu du département. 

## Santé et éducation
Yamana accueille un centre de santé et de promotion sociale (CSPS). Le centre médical avec antenne chirurgicale (CMA) de la province se trouve à Ziniaré.

## Culture et patrimoine
Le village (ainsi que le village voisin de Nimpoui situé au nord de Yamana, mais dans la région Centre-Nord), possède deux hauts fourneaux de réduction du minerai de fer à induction directe. Ces fourneaux, d'une hauteur de 2,10 m, sont construits en latérite et datent de la période allant du XIIIe siècle au XIVe siècle,. Ils ont été classés le 5 juillet 2019 au Patrimoine mondial de l'Unesco avec quatre autres sites: Tiwêga, Kindibo, Békuy et Douroula. Ce dernier possède les plus anciens vestiges dans un ensemble de métallurgie ancienne au Burkina Faso,,.